# Landkreuzer P. 1500 Monster
Landkreuzer P. 1500 Monster (Сухопутный крейсер P. 1500 Монстр) — нереализованный проект сверхтяжёлого танка на базе орудия Дора, разрабатывавшийся в нацистской Германии в годы Второй мировой войны.
Несмотря на упоминание в некоторых популярных работах, нет надёжной документации, подтверждающей существование проекта, и это может быть забавой инженера или откровенной мистификацией.

## Основная информация
В наше время (XXI век) точного изображения танка Landkreuzer P. 1500 «Монстр» не существует. Известно, что существовал проект сверхтяжёлого танка, на который планировалось установить орудие Krupp 800mm Schwerer Gustav; таким образом танк представлял бы собой огромную САУ. Он имел бы 42 м (138 футов) в длину, весил бы 1500 тонн, имел бы толщину лобовой брони корпуса 250 миллиметров, 4 V-образных дизельных двигателя и экипаж более 100 человек. Танк должен был вести огонь снарядами массой в 7 тонн на расстояние до 37 км. В основном он должен был использоваться для разрушения хорошо укреплённых сооружений. В случае постройки он бы легко перегнал Panzer VIII Maus и даже огромный Landkreuzer P. Ratte 1000 в размере, но мощности его двигателей хватило бы для развития скорости не больше, чем 10—15 км/ч.

## История создания
23 июня 1942 года Немецкому Министерству по вооружению был предложен проект Landkreuzer P. 1000 Ratte. Адольф Гитлер заинтересовался проектом и разрешил «воплощение в металл» этого танка. В декабре того же года появился новый проект — тысячапятисоттонный танк «Монстр» (Landkreuzer P. 1500 Monster). В начале 1943 года Альберт Шпеер отменил оба трудноосуществимых в условиях того времени проекта.

## Описание конструкции
Проектный вес Р-1500 превысил все нормы — одно лишь его основное орудие весило бы почти 500 тонн. Другим проблемным фактором являлась необходимость сильного бронирования и наличие большого количества вспомогательного оружия. Из-за огромной проектной массы само обеспечение машине способности к передвижению было серьёзной проблемой для разработчиков. Изначально предполагавшиеся в качестве силовой установки танка восемь двигателей Daimler-Benz оказались слишком слабыми, после чего разработчиками было принято решение об использовании для машины четырёх V-образных двигателей MAN (мощностью 6500 л. с. каждый), использовавшихся на подводных лодках типа VII. Однако даже с такой мощной силовой установкой танк не смог бы развить скорость более 20 км/ч, а для его обслуживания потребовалось бы более 100 человек экипажа.

## Возможное военное применение

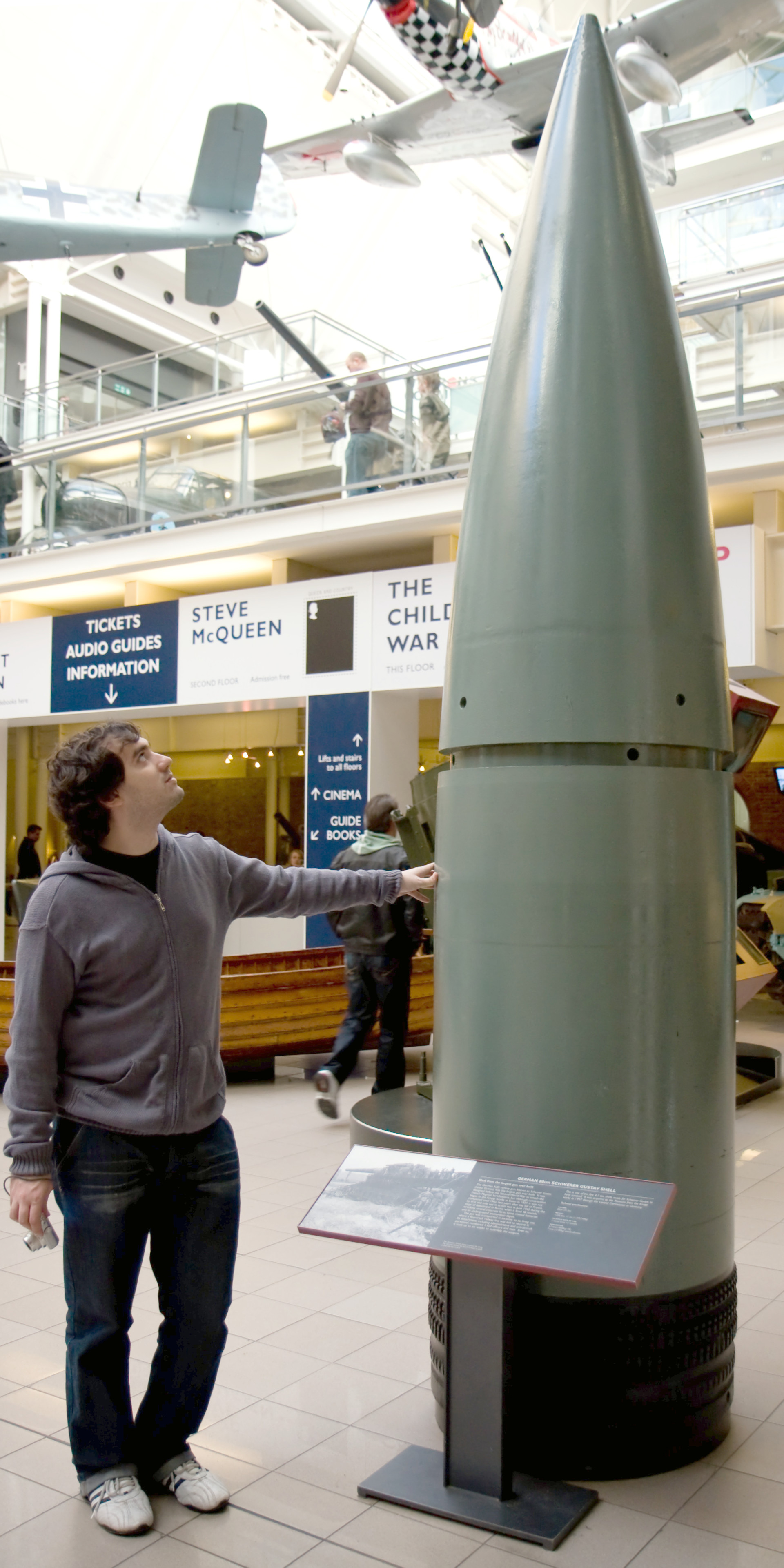
Снаряд 807-мм пушки, которой предполагалось оснастить танк P. 1500, в сравнении с человеком

Танк P.1500, даже если бы был закончен, не нашёл бы практического применения в военных действиях. Хотя его толстая броня и мощная артиллерия создавали бы проблемы для наземного противника, ввиду сильно ограниченной манёвренности танк был бы уязвим для атак авиации. Танк нельзя было спрятать от атак с воздуха, что делало его лёгкой мишенью для звена самолётов-штурмовиков (даже при условии прикрытия машины расчётом ПВО), что в принципе было ясно ещё на стадии проектирования. Усиленное прикрытие же его от авиации было бы делом весьма затратным (что по непроверенным данным и явилось причиной отказа даже проектировать эту весьма дорогую машину, ведь её можно было бы уничтожить при помощи оружия, объём трудозатрат на производство которого был бы несоизмеримо ниже оного у P.1500). При таких условиях единственное возможное применение машина могла бы найти только в глубоком тылу немецкой армии в качестве самоходного орудия (дальнобойная артиллерия), так как дальность артиллерийского огня в 50 км позволила бы разрушать вражеские укрепления. Использование P.1500 вблизи линии фронта не представлялось возможным ввиду невозможности транспортировки: танк не мог бы транспортироваться ни по железной дороге, ни на низкорамном прицепе-тяжеловозе, а его огромные размеры и масса не позволяли использовать мосты и тоннели. О расходе топлива такой исполинской машиной можно только догадываться.